# Incident de Wuhan
Pour les événements de 1911, voir Soulèvement de Wuchang.
L'incident de Wuhan  (chinois : 七二零事件, l'incident du 20 juillet) a lieu en juillet 1967 lorsque des envoyés de Pékin à Wuhan (Hubei) sont arrêtés par les autorités locales, « événement d'une gravité sans précédent dans toute l'histoire du régime », dans un contexte de graves crises qui ont lieu dans les provinces chinoises au cours de l'été 1967, durant la révolution culturelle.

## Contexte
Les désordres et la confusion se développent en Chine dans les premiers mois de l'année 1967. Alors qu'un comité révolutionnaire, présidé par Xie Fuzhi, est installé à Pékin le 20 avril, des combats ont lieu dans plusieurs villes, faisant des dizaines de tués, durant les mois de mai et juin. Les incidents les plus graves se produisent au Sichuan, où les affrontements entre les « rebelles révolutionnaires » et leurs adversaires, groupes d'ouvriers soutenus par l'armée, font des milliers de morts et blessés. Le 6 juin, devant les menaces de dislocation du pays, le pouvoir, à Pékin, fait alors diffuser une circulaire, réservant aux organismes d'État les arrestations et jugements, affirmant la nécessité de protéger la propriété et interdisant les violences physiques, et charge l'armée de superviser l'application de ces mesures.
Cette circulaire ne ramène cependant pas l'ordre. Au contraire, certains chefs militaires de province entrent en état de quasi rébellion vis-à-vis de Pékin. La crise est particulièrement grave à Wuhan et Canton.

## Les événements de Wuhan
À Wuhan, existe un puissant groupe local composé de vétérans de l'Armée rouge et du parti communiste chinois, solidement implanté dans la région, dont fait partie Chen Zaidao (en) (Wade-Giles Ch'en Tsai-tao), commandant de la région militaire. Ce groupe dispose du soutien de l'armée et de plusieurs organisations populaires, dont « Le Million de Héros » (百万雄师), principalement composé de paysans et d'ouvriers d'usine et des chemins de fer, ennemis des gardes rouges maoïstes. S'y opposent plusieurs organisations de « rebelles révolutionnaires ». Des troubles ont lieu en mars 1967 et reprennent en juin : durant les deux dernières semaines de ce mois, les affrontements provoquent 200 à 350 morts. Il est probable que la région militaire de Wuhan est devenue durant cette période un centre de résistance à la révolution culturelle.
Le 16 juillet, Pékin envoie trois émissaires à Wuhan, dont Xie Fuzhi, président du comité révolutionnaire de Pékin et ministre de la Sécurité publique. Les trois hommes sont arrêtés dans la nuit du 19 au 20 juillet. Si Xie est relativement épargné, les deux autres sont brutalisés par la foule. Ils sont libérés le 22, à la suite de négociations et de la menace d'une action militaire de la part de Pékin. Les troupes envoyées par Pékin reprennent le contrôle de la ville le 24. Chen Zaidao est simplement relevé de son commandement.

## Les conséquences
Les troubles s'étendent à Canton, dont les autorités locales sont proches de celles de Wuhan. À partir du 21 juillet, les affrontements entre les groupes favorables à la révolution culturelle et ceux proches de l'armée et du parti provoquent des centaines de morts et de blessés et engendrent une situation de guerre civile qui se prolonge jusqu'en octobre. Des éléments de l'armée participent aux combats dans l'un ou l'autre des camps.

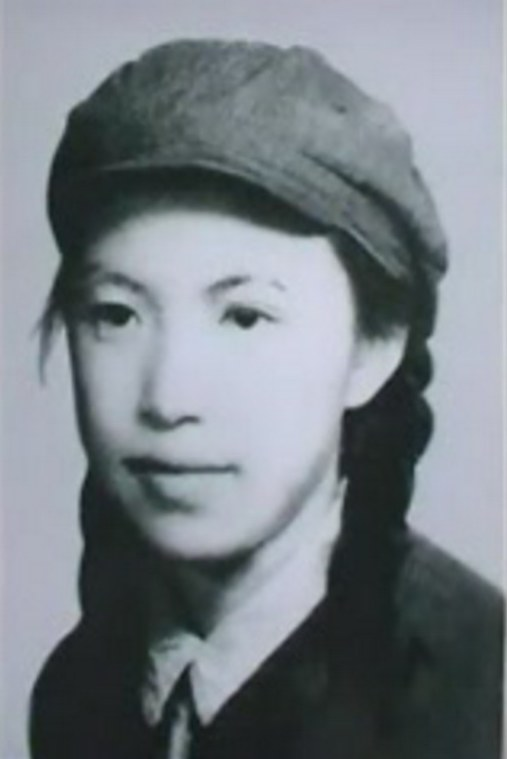
LIN Zhao exécutée en 1968 pour avoir critiqué le régime

Le règlement — par la voie de la négociation — de l'incident de Wuhan, expression de l'opposition d'une grande partie des troupes provinciales à la révolution culturelle, s'explique par la volonté des autorités de Pékin de ne pas provoquer d'affrontement au sein de l'armée. Le ralliement de ces troupes au pouvoir central provoque un tournant dans la révolution culturelle : le rétablissement de l'ordre est confié à l'armée et les éléments maoïstes les plus radicaux sont sacrifiés.